# Walincourt-Selvigny
Walincourt-Selvigny – miejscowość i gmina we Francji, w regionie Hauts-de-France, w departamencie Nord.
Według danych na rok 1990 gminę zamieszkiwało 2168 osób, a gęstość zaludnienia wynosiła 144 osób/km² (wśród 1549 gmin regionu Nord-Pas-de-Calais Walincourt-Selvigny plasuje się na 340. miejscu pod względem liczby ludności, natomiast pod względem powierzchni na miejscu 128.).